# Epitola vinalli
Epitola vinalli är en fjärilsart som beskrevs av Talbot 1935. Epitola vinalli ingår i släktet Epitola och familjen juvelvingar. Inga underarter finns listade i Catalogue of Life.